# Szőllősi Endre
Szőllősi Endre (Budapest, 1911. február 13. – Budapest, 1967. május 27.) magyar szobrászművész.

## Életpályája
Szülei Szőllősi (Deutsch) Lipót (1874–1944) és Laub Ilona (1879–1924) voltak. Apai nagyszülei Deutsch Ábrahám és Liszer Netti, anyai nagyszülei Laub Mór (1830–1896) kereskedő és Szabó Róza (1843-1913)voltak. Anyai nagybátyja László Fülöp Elek festő, unokahúga Gordon Zsuzsa színész volt.
Korai készségét Kallós Ede szobrászművész műhelyében, majd Podolini Volkmann Artúr iskolájában kamatoztatta, ahol Szőnyi István, Aba-Novák Vilmos és Gallé Tibor oktatták. Barátja volt Goldmann György és Bokros Birman Dezső. 1920 körül a Pedagógiai Szeminárium gyermekművész-kiállításán szerepelt először műveivel. 1932-től a Szocialista Képzőművészeti Csoport tagja volt; a csoport minden kiállításán szerepelt. 1947-től volt kiállító művész. Kisplasztikákat, portrékat, plaketteket, rajzokat készített. Köztéren tíz szobra szerepel. Utolsó szobra, egy vízöntő női akt. A Magyar Nemzeti Galéria több munkáját is őrzi.
Sírja a Farkasréti temetőben található (33/3-2-40).

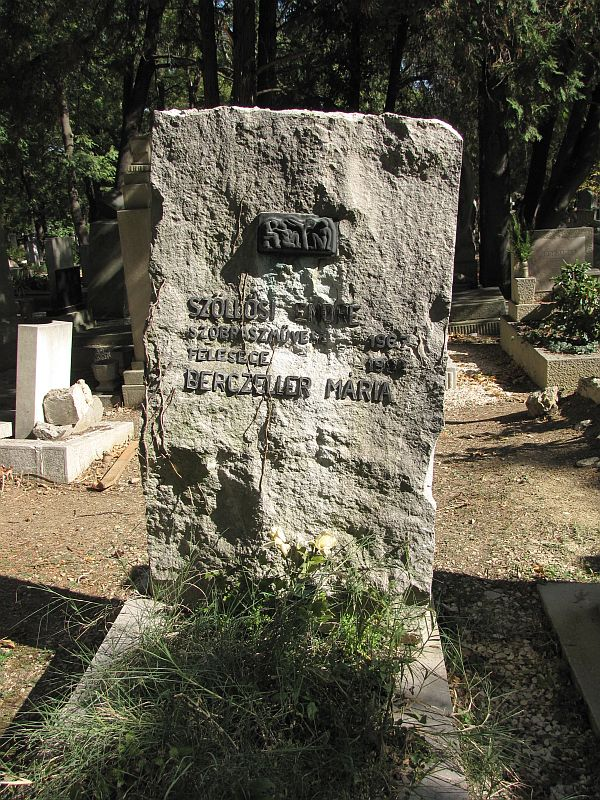
Szőllősi Endre szobrász sírja Budapesten. Farkasréti temető: 33/3-2-40. A mészkő síremléken a kisméretű bronz dombormű a művész saját műve.

## Kiállításai
- 1948, 1964 Budapest

### Emlékkiállítások
- 1972, 1977 Budapest
- 1983 Nagykanizsa
- 1994 Szombathely

## Művei

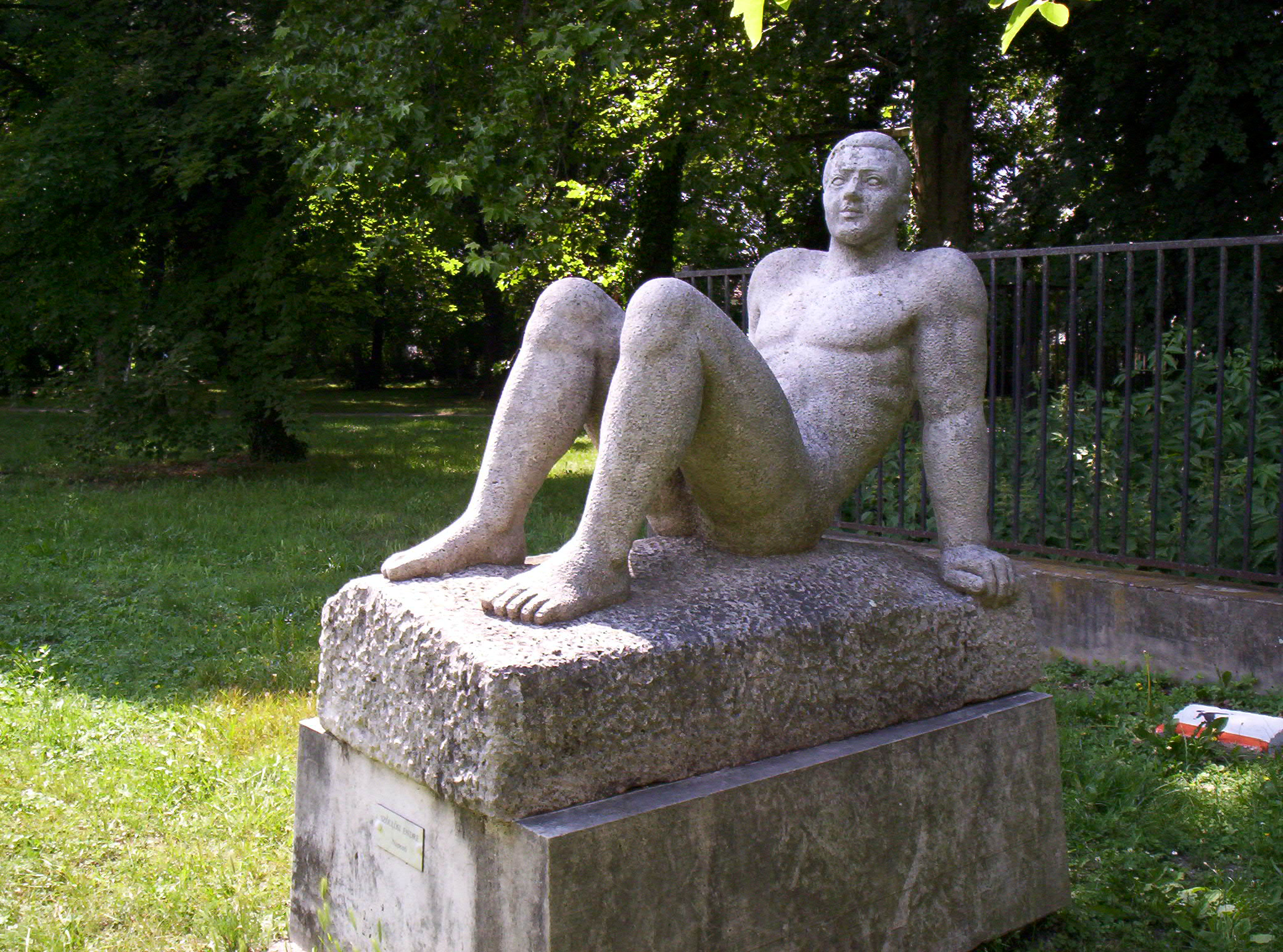
Napozó című szobra Pápán (1959)

- Kutya (Budapest, 1955)
- Hármas mackó I. (Budapest, 1956)
- Mackók I. (Miskolc, 1956)
- Hármas mackó II. (Miskolc, 1958)
- Napozó (Pápa, 1959)

- Kisfiú hallal (Budapest, 1961)
- Fóka (Vác, 1964)
- Vízöntő lány (Budapest, 1967)
- Birkózók
- Schnitzler János portréja
- Öregasszony

## Díjai
- Szinyei Társaság Fiatalok Kiállítása, kitüntető elismerés (1933)